# キャッツ & ドッグス
『キャッツ & ドッグス』（Cats & Dogs）は、2001年のアメリカ/オーストラリア映画。CGを駆使し、犬と猫の戦いを描いたSF・スパイアクション・コメディ。2010年には続編である『キャッツ & ドッグス 地球最大の肉球大戦争』が公開された。

## ストーリー
人間用の犬アレルギー薬の開発を行っているブロディー教授を守るために派遣されたエージェント犬が世界征服を企む猫に誘拐される。後任としてエージェントとしての訓練を受けていないルーが手違いで送り込まれてしまう。

## 登場人物
ブロディー教授
演 - ジェフ・ゴールドブラム
犬アレルギー治療薬の研究をしている。
ブロディー夫人
演 - エリザベス・パーキンス
ルーをブロディ家に迎えた張本人。
スコッティ・ブロディー
演 - アレクサンダー・ポロック
ブロディ家の長男。ルーのことは最初は好きでなかったが様々な体験から信用するようになる。
ルー
声 - トビー・マグワイア
ブロディ家に迎え入れられたビーグルの子犬。
ブッチ
声 - アレック・ボールドウィン
優秀なエージェント犬。
Mr,ティンクルズ
声 - ショーン・ヘイズ
ネコのボス

## キャスト
| 役名                   | 俳優 声優                     | 日本語吹き替え  | 日本語吹き替え  |
| 役名                   | 俳優 声優                     | 劇場公開版      | ソフト版        |
| ---------------------- | ----------------------------- | --------------- | --------------- |
| ブロディー教授         | ジェフ・ゴールドブラム        | 大塚芳忠        | 大塚芳忠        |
| ブロディー夫人         | エリザベス・パーキンス        | 麻上洋子        | 麻上洋子        |
| ソフィー               | ミリアム・マーゴリーズ        | 鈴木弘子        | 鈴木弘子        |
| スコッティ・ブロディー | アレクサンダー・ポロック      | 亀井芳子        | 亀井芳子        |
| ルー                   | トビー・マグワイア            | 矢島晶子        | いっこく堂      |
| Mr,ティンクルズ        | ショーン・ヘイズ              | 山路和弘        | いっこく堂      |
| キャリコ               | ジョン・ロヴィッツ            | 岩崎ひろし      | いっこく堂      |
| ブッチ                 | アレック・ボールドウィン      | 菅生隆之        | 菅生隆之        |
| アイヴィー             | スーザン・サランドン          | 塩田朋子        | 塩田朋子        |
| ピーク                 | ジョー・パントリアーノ        | 龍田直樹        | 龍田直樹        |
| サム                   | マイケル・クラーク・ダンカン  | 郷里大輔        | 郷里大輔        |
| マスティフ             | チャールトン・ヘストン        | 大平透          | 大平透          |
| ニンジャ猫             | ダニー・マン ビリー・ウェスト | 島田敏 小森創介 | 島田敏 小森創介 |
| ロシアンブルー         | グレン・フィカーラ            | 島田敏          | 島田敏          |

- 劇場公開版、ソフト版共DVD・Blu-rayに収録されている。
  - 劇場公開版・テレビ初回放送 - 2007年12月14日『金曜ロードショー』